# Veracruz (stat)
 For alternative betydninger, se Veracruz. (Se også artikler, som begynder med Veracruz)
Veracruz er en af de 31 stater i Mexico. Staten befinder sig i den østlige del af landet, mellem 17°10' og 22°38' nord og mellem 93°55' og 98°38' vest. Staten har et areal på 72.815 km², desuden hører flere øer i den Mexicanske Golf til staten, de dækker yderligere 58 km². Dens ISO 3166-2-kode er MX-VER.
Veracruz grænser op til staterne Tamaulipas mod nord, Oaxaca og Chiapas mod syd, Tabasco mod sydøst, Puebla, Hidalgo og San Luis Potosí mod vest og den Mexicanske Golf mod øst. Hovedstaden er Xalapa. Med 6,9 millioner indbyggere er staten Veracruz den tredjemest folkerige i landet, efter det Føderale Distrikt og staten Mexico.
Klimaet på sletterne ved kysten og i det meste af staten, er varmt med en høj luftfugtighed. Ved bjergudløberne er klimaet køligt og luftfugtigheden er høj. Kun i bjergområder er klimaet koldt og det regner i rigelige mængder. Fra juni til oktober er Veracruz udsat for cykloner.
Det formelle navn er Veracruz de Ignacio de la Llave, eller kort Veracruz-Llave – da navnet blev ændret fra blot Veracruz til ære for general Ignacio de la Llave, som døde i 1863 under den franske invasion af Mexico.

## Vigtige byer
- Coatepec – by fra kolonitiden i hjertet af kaffelandet.
- Tlacotalpan – flod-havneby som er på UNESCOs Verdensarvsliste.
- Veracruz – den største mexicanske havneby ved den Mexicanske Golf.
- Xalapa – der både er statens hovedstad og universitetsby
- Papantla – der er Volador ritualets hjemby.

## Vigtige arkæologiske steder
- El Tajin – totonakisk ruinby der er på UNESCO's verdensarvsliste.
- Quiahuiztlan – totonakisk gravplads.
- Zempoala – totonakisk ruinby.
- Torvet i Santiago Tuxtla – hjemsted for den største olmekiske stenhoved.
- Museo de Antropologia de Xalapa – Mexicos næststørste antropologiske museum.